# Секлен-Нор

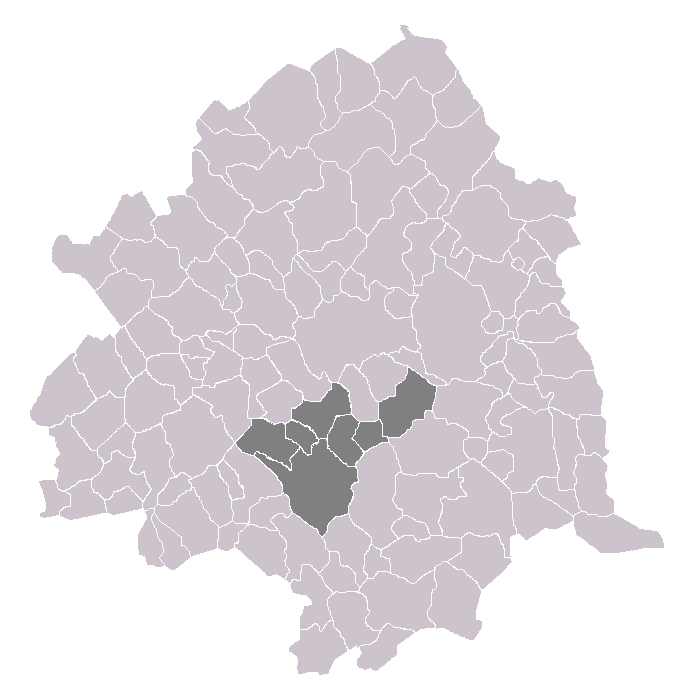
Кантон Секлен-Нор в составе округа

Секле́н-Нор (фр. Seclin-Nord) — упраздненный кантон во Франции, регион Нор — Па-де-Кале, департамент Нор. Входил в состав округа Лилль.
В состав кантона входили коммуны (население по данным Национального института статистики за 2011 г.):
- Вандевиль (1 653 чел.)
- Ваттиньи (13 297 чел.)
- Лескен (6 383 чел.)
- Нуайель-ле-Секлен (871 чел.)
- Секлен (12 249 чел.) (частично)
- Тамплемар (3 203 чел.)
- Уплен-Анкуан (3 447 чел.)

## Экономика
Структура занятости населения (без учёта города Секлен):
- сельское хозяйство — 0,5 %
- промышленность — 8,9 %
- строительство — 8,1 %
- торговля, транспорт и сфера услуг — 68,3 %
- государственные и муниципальные службы — 14,2 %

Уровень безработицы (2011) — 11,2 % (Франция в целом — 12,8 %, департамент Нор — 16,3 %). 

Среднегодовой доход на 1 человека, евро (2011) — 27 511 (Франция в целом — 25 140, департамент Нор — 22 405).

## Политика
Жители кантона придерживались правых взглядов. На президентских выборах 2012 г. они отдали в 1-м туре Николя Саркози 27,3 % голосов против 26,9% у Франсуа Олланда и 20,0 % у Марин Ле Пен, во 2-м туре в кантоне победил Саркози, получивший 50,8 % голосов (2007 г. 1 тур: Саркози — 32,0 %, Сеголен Руаяль — 23,3 %; 2 тур: Саркози — 55,9 %). На выборах в Национальное собрание в 2012 г. по 5-му избирательному округу департамента Нор жители кантона поддержали действующего депутата, кандидата правого Союза за народное движение Себастьяна Юйга, набравшего 37,5 % голосов в 1-м туре и 53,5 % — во 2-м туре. (2007 г. Себастьян Юйг (СНД): 1-й тур: — 42,0 %, 2-й тур — 54,9 %). На региональных выборах 2010 года в 1-м туре победил список социалистов, собравший 27,1 % голосов против 21,7 % у занявшего 2-е место списка «правых». Во 2-м туре единый «левый список» с участием социалистов, коммунистов и «зелёных» во главе с Президентом регионального совета Нор-Па-де-Кале Даниэлем Першероном получил 50,3 % голосов, «правый» список во главе с сенатором Валери Летар занял второе место с 30,1 %, а Национальный фронт Марин Ле Пен с 19,6 % финишировал третьим.
|  | Кандидат       | Партия                   | % голосов |
|  | -------------- | ------------------------ | --------- |
|  | Дени Ваттебле  | Демократическое движение | 58,25     |
|  | Фредерик Белло | Социалистическая партия  | 41,75     |

|  | Кандидат       | Партия                         | % голосов |
|  | -------------- | ------------------------------ | --------- |
|  | Дени Ваттебле  | Союз за французскую демократию | 52,09     |
|  | Франсис Вавран | Социалистическая партия        | 47,91     |